# Schönbrunn im Steigerwald
Schönbrunn im Steigerwald település Németországban, azon belül Bajorországban. Lakosainak száma 1915 fő (2023. december 31.).

## Népesség
A település népessége az elmúlt években az alábbi módon változott:
| Lakosok száma | 617  | 824  | 870  | 1732 | 1868 | 1858 | 1836 | 1836 | 1877 | 1915 |
|               | 1875 | 1950 | 1975 | 1987 | 2012 | 2014 | 2016 | 2017 | 2021 | 2023 |